# 3 Brygada Kawalerii (Carstwo Bułgarii)
3 Brygada Kawalerii (bułg. Трета конна бригада) – bułgarski związek taktyczny okresu Trzeciego Carstwa.

## Formowanie
W grudniu 1903 podjęto decyzję o reorganizacji jednostek kawalerii. Zmiany w jej składzie zapoczątkowało sformowanie dwóch brygad, które posiadały w swoim składzie po dwa pułki kawalerii i utworzenie na bazie dywizjonu lejbgwardii pułku. Kolejnym etapem było w 1907 zwiększenie liczby pułków kawalerii do dziesięciu i powołanie do życia trzeciej brygady kawalerii. Tym sposobem Inspektoratowi Kawalerii podlegały trzy brygady, pułk lejbgwardii oraz utworzona w Sofii w 1899 Szkoła Kawalerii i stadnina w Bożuriszte.

## Struktura organizacyjna
Stan w 1907:
- dowództwo brygady – Szumen
- 8 pułk kawalerii – Dobricz
- 9 pułk kawalerii – Ruszczuk
- 10 pułk kawalerii – Szumen